# Imbribryum mildeanum
Imbribryum mildeanum là một loài Rêu trong họ Bryaceae. Loài này được (Jur.) J.R. Spence mô tả khoa học đầu tiên năm 2007.